# 마르쿠스 살비우스 오토
마르쿠스 살비우스 오토(Marcus Salvius Otho, 32년~69년)는 로마 제국의 일곱 번째 황제이다. 그가 자신이 살해한 갈바에 이어 69년 4월 16일에 자살함으로써 69년에 죽은 두 번째 황제가 되었다.

## 생애
오토는 32년 4월 28일 에트루리아 남부에 있는 페렌티엄에서 태어났다. 그의 집안은 귀족이 아님에도 불구하고 정치적으로 두각을 나타내었다. 그의 할아버지는 원로원으로부터 에퀴스트리안의 직위를 임명받았으며 집정관까지 되었다.
오토는 네로 황제의 신임을 받았으나 네로가 그의 아내 사비나와 사랑에 빠짐에 따라 신임을 잃어 루시타니아의 총독으로 보내졌다. 오토의 사랑을 시기한 네로는 사비나를 자신의 아내로 삼았다.
갈바가 네로정권을 뒤집고자 세력을 구축하자 그를 지지한 오토는 네로의 종말에 한 몫을 했다. 갈바가 황제가 된 뒤 예전부터 권력을 원했던 그는 자신이 군인들에게 인기가 있음을 이용하여 갈바와 그의 후계자 피소를 죽이고 권력을 손에 쥐게 되었다. 그는 곧 원로원의 투표에 의해 갈바를 이어 황제가 되었다.
황제가 된 지 3개월 후 비텔리우스가 다시 내란을 일으키고 초기 진압에 실패한 오토는 자결로 일생을 마쳤으며, 비텔리우스가 그의 뒤를 이어 황제가 되었다.

## 같이 보기
- 로마 황제 연대표

| 전임 갈바 | 제7대 로마 제국 황제 69년 | 후임 비텔리우스 |